# Мациев, Ислам Хамзатович
Исла́м Хамза́тович Маци́ев (род. 10 декабря 1973, Старые Атаги, Чечено-Ингушская АССР) — российский дзюдоист, 4-кратный чемпион России (1995—1997, 1999), призёр чемпионатов России и Европы, международных турниров, мастер спорта международного класса (1996). Выступал в весовой категории до 66 кг.

## Биография
Родился 10 декабря 1973 года в селе Старые Атаги. Начал заниматься дзюдо в 10 лет. Его первым тренером был Феликс Куцель. В дальнейшем его тренировали Шевалье Нусуев и В. Хабиров. По окончании школы поступил в Чечено-Ингушский педагогический институт на факультет физкультуры. Военную службу проходил в Москве, в Центральном спортивном клубе Армии.
После распада СССР уехал в Турцию, где продолжал заниматься спортом. Однако впоследствии вернулся на родину. Снова начал выступать за ЦСКА. После ряда успешных выступлений был включён в сборную команду России в 1994 году. Участвовал в летних Олимпийских играх 1996 и 2000 годов.

## Спортивные результаты
- Чемпионат России по дзюдо 1992 года — ;
- Чемпионат России по дзюдо 1995 года — ;
- Чемпионат России по дзюдо 1996 года — ;
- Чемпионат России по дзюдо 1997 года — ;
- Чемпионат России по дзюдо 1998 года — ;
- Чемпионат России по дзюдо 1999 года — ;
- Чемпионат России по дзюдо 2003 года — ;
- Командные чемпионаты Европы:
  - чемпион клубного Еврокубка (Абенсберг, 2004);
  - серебряный призёр (Трнава, 1995; Овьедо, 1998);
  - бронзовый призёр (Марибор, 2002; Санкт-Петербург, 1996);
- Суперкубок мира:
  - чемпион (Москва, 2002; Москва, 2004);
  - серебряный призёр (Москва, 2001; Вюперал, 2001; Бухарест, 2002; Гамбург, 2003);
- Кубок мира:
  - 1 место: Москва (1996); Леондинг (1996); Москва (1998); Москва (1999); София (2000); Москва (2000); Гран-при Прага (2000); Париж (2001);
  - 2 место: Прага (1998); Будапешт (1998); Будапешт (1999); Мюнхен (1999);
  - 3 место: Будапешт (2002);
- 2-кратный чемпион мира среди военнослужащих: Катания (2003); Остия Антика (2001).